# Гюнтер Айх
Гюнтер Айх (на немски: Günter Eich) е германски поет, белетрист, преводач и автор на радиопиеси.

## Биография и творчество
Гюнтер Айх е роден в Лебус ан дер Одер.
Айх следва ориенталистика, право и икономика в Лайпциг, Берлин и Париж. Превежда китайска поезия, а първата си поетическа книга публикува на 23-годишна възраст – „Стихотворения“ (1930). Създава си име като автор на радиопиеси в стихове и това му позволява да работи като писател на свободна практика в Берлин и Дрезден. Преживява Втората световна война на фронта, като в края ѝ попада в американски плен.
След рухването на националсоциализма Айх става съосновател на свободното литературно сдружение „Група 47“. Представител е на движението литература на развалините. Публикува стихосбирките „Отдалечени дворове“ (1948) и „Подземна железница“ (1949), в които се долавя благотворното влияние на „природната лирика“ на Петер Хухел. Тези творби донасят на Айх наградата на „Група 47“ (1950) и Голямата литературна награда на Баварската академия за изящни изкуства (1951), чийто член поетът става в 1955 г.
Следват стихосбирките „Посланията на дъжда“  (1955), „Продължение на разговора“ (1957), „Към дело“ (1964) и „Поводи и алпинеуми“ (1966). Последната му поетическа книга излиза в годината на смъртта му – „Според книжата на Зойме“ (1972).

## Награди и отличия
- 1950: „Награда на Група 47“
- 1951: „Голяма литературна награда на Баварската академия за изящни изкуства“
- 1952: Hörspielpreis der Kriegsblinden
- 1954: Förderpreis des Kulturkreises der deutschen Wirtschaft im Bundesverband der Deutschen Industrie
- 1955: Karl-Sczuka-Preis
- 1959: Schleußner-Schueller-Preis des Hessischen Rundfunks
- 1959: „Награда Георг Бюхнер“
- 1965: Förderpreis für Literatur der Landeshauptstadt München
- 1968: „Възпоменателна награда Шилер“ на провинция Баден-Вюртемберг
- 1972: „Награда Андреас Грифиус“

В чест на поета са учредени 2 награди „Гюнтер Айх“ – австрийска за лирика (1984) и германска за радиопиеси (2006).